# Colonne di Gediminas
Le colonne di Gediminas o pilastri di Gediminas (in lituano Gediminaičių stulpai) sono uno dei primi simboli della Lituania e uno degli stemmi storici più celebri della nazione. Tale arma gentilizia fu adoperata nel Granducato di Lituania inizialmente dai soli sovrani e poi dallo stato intero, oltre che da alcune famiglie aristocratiche. Durante il periodo interbellico furono usati dalla Repubblica lituana come simbolo di stato minore (ad esempio sui litas e sulle attrezzature militari).

## Descrizione
Il blasone è conformato nella seguente maniera: una linea orizzontale in basso e delle linee verticali che si estendono su entrambe le estremità. Il quadrato al centro della linea orizzontale è alto circa la metà delle linee verticali. Un'altra linea verticale si alza dal centro del quadrato centrale, conferendo allo stemma una certa somiglianza con un tridente. È questa la forma con cui l'emblema è pervenuto fino ad oggi e talvolta veniva disegnato su muri e recinzioni come protesta durante l'occupazione sovietica della Lituania.
È da notare che gli antichi simboli precristiani della Lituania non seguivano gli stessi rigidi canoni dell'araldica delle loro controparti occidentali. Perciò le colonne venivano dipinte indifferentemente in oro e in argento, di solito su uno sfondo rosso, su bandiere, stendardi e scudi.
Le colonne di Gediminas appaiono nello stemma delle forze terrestri, dell'aeronautica, della marina, della polizia militare e delle forze volontarie di difesa nazionale lituane.

## Denominazione
Il nome "Colonne di Gediminas" fu assegnato nel XIX secolo dallo storico Teodor Narbutt, il quale suppose che il simbolo fosse stato adoperato una prima volta da Gediminas. Il nome più appropriato sarebbe in realtà pilastro dei Gediminidi, poiché non vi è alcuna prova certa del fatto che il Granduca di Lituania Gediminas avesse già adottato tale emblema.

## Storia

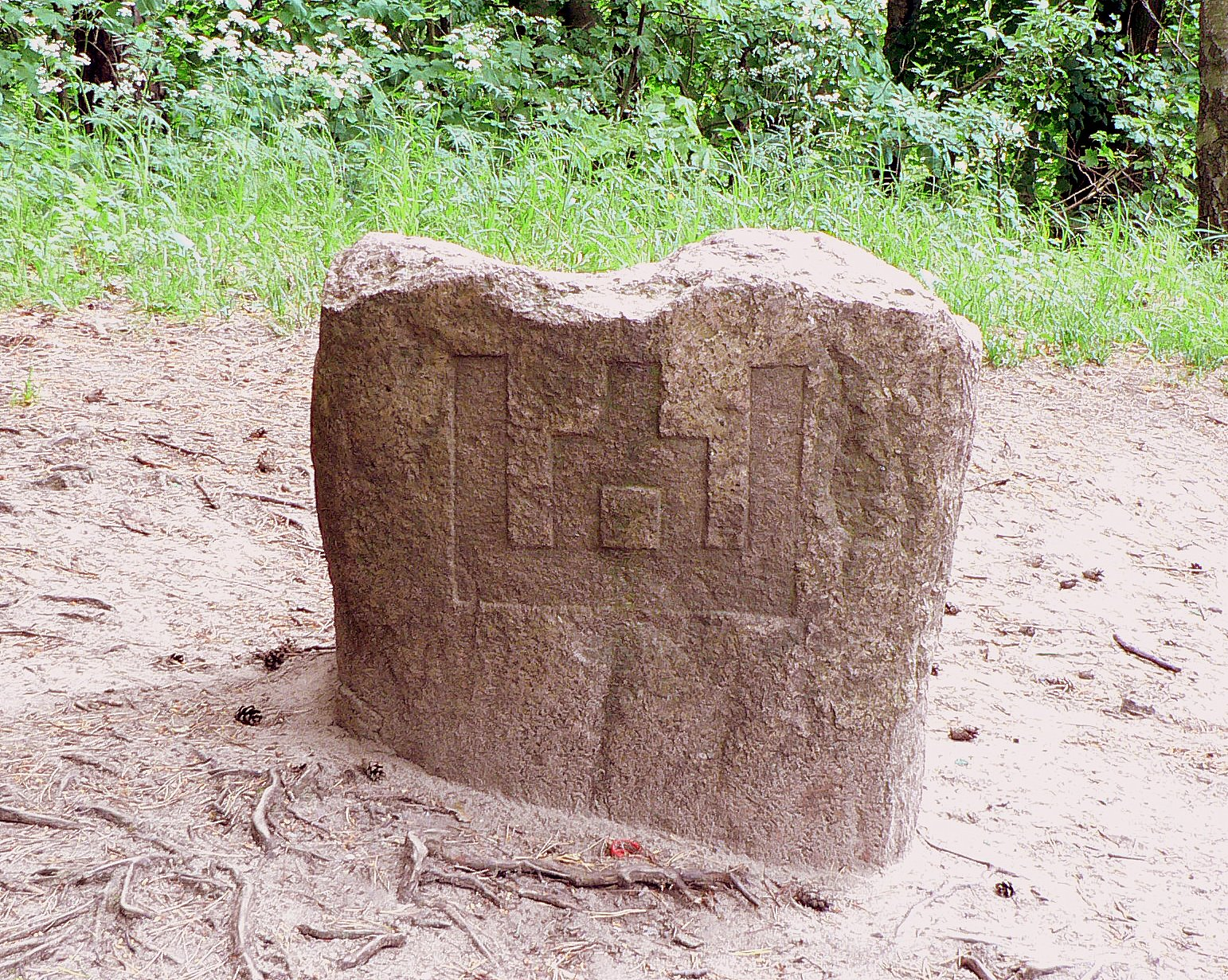
Scultura su pietra dei pilastri di Gediminas sulla collina di Rambynas

Le prove storiche e archeologiche hanno confermato l'utilizzo delle colonne di Gediminas dal Granduca di Lituania e Duca di Trakai Kęstutis, in quanto appaiono sulle monete emesse durante il suo dominio. Il simbolo fu usato anche da Vytautas come insegna personale dal 1397 ed appariva anche monete. Secondo i resoconti di Jan Długosz, l'origine dello stemma è da rintracciarsi in un'indicazione usata per contrassegnare i cavalli e altre proprietà agricole. Le colonne furono adottate dai discendenti di Kęstutis come simbolo della loro famiglia, al pari di uno stemma.
Un altro sovrano che utilizzò delle colonne di Gediminas fu il Granduca di Lituania Sigismund Kęstutaitis. In principio, le colonne indicavano la famiglia di Kęstutis, in contrasto con il Vytis adoperato dai discendenti di Algirdas. Li adottò entrambi più tardi la dinastia degli Jagelloni e i due simboli divennero quelli ufficiali del Granducato di Lituania.
Le colonne di Gediminas sono esposte sulla manica sinistra di Jogaila in uno dei suoi ritratti più noti, dipinto da Jan Matejko, sebbene l'insegna personale del Granduca in questione fosse una doppia croce. Il vessillo divenne più conosciuto nel resto del continente europeo a seguito della vittoria riportata dai lituani nella battaglia di Grunwald (1410) contro l'Ordine teutonico.
Le colonne di Gediminas rimasero in uso nei secoli seguenti e furono riprese soprattutto nel periodo del risveglio nazionale lituano (assieme al Vytis). Dopo l'annessione della Lituania da parte dell'Unione Sovietica, il simbolo fu ufficialmente bandito. Durante la rivoluzione cantata alla fine degli anni '80, divenne una parte importante dell'icona di Sąjūdis, il movimento riformista. Le colonne di Gediminas sono presenti nell onorificenza presidenziale lituana dell'Ordine del Granduca Gediminas, istituito nel 1928. Il logo ufficiale dell'EuroBasket 2011, disputatosi in Lituania, è composto dalle colonne sovrapposte sull'anello di metallo del canestro.

## Nella cultura di massa
Durante il periodo interbellico, il governo lituano dell'epoca organizzò una competizione in cui diversi artisti dovevano disegnare il più bel mazzo di carte simbolico. "Gedimno Stulpai" (Colonne di Gediminas) risultò tra quelli vincenti.
Le carte furono realizzate a mano da un artista lituano sconosciuto nel 1930. Esse raffiguravano soggetti che indossavano i costumi nazionali. I re erano impersonati dai Granduchi lituani. Sebbene si sappia poco delle carte, molto probabilmente il re di picche raffigurava Gediminas, mentre quello di cuori Kęstutis, figlio di quest'ultimo.